# 7209 Сірус
7209 Сірус (7209 Cyrus) — астероїд головного поясу, відкритий 17 жовтня 1960 року.
Тіссеранів параметр щодо Юпітера — 3,400.